# Oenothera wislizenii
Oenothera wislizenii är en dunörtsväxtart som beskrevs av Leveille. Oenothera wislizenii ingår i släktet nattljussläktet, och familjen dunörtsväxter. Inga underarter finns listade i Catalogue of Life.